# ペドロ・サンス・ホルダ
ペドロ・サンス・ホルダ（カタルーニャ語: Pere Sans i Jordà ペーラ・サンス・イ・ジョルダ、スペイン語: Pedro Sanz Jordá ペドロ・サンス・ホルダ、1680年9月3日 - 1747年5月26日）は、スペインのカタルーニャ地方出身のドミニコ会修道士。清代の中国で宣教したが、捕えられて殉教した。同時に捕えられた他の4人の宣教師とともに、2000年に中国百二十聖人のひとりとして列聖された。

## 略歴
サンスはカタルーニャ地方にあるタラゴナのアスコーで生まれ、1697年にリェイダのドミニコ会に入会した。1704年に司祭に叙階された。フィリピンで2年間学んだ後に、1715年に厦門を経由して福建省福安で宣教活動を行なった。キリスト教に対する弾圧がはじまると、1730年にいったん広州に逃がれ、そこでマウリカストロ代理司教に叙任された。その後ふたたび福安に戻ったが、1746年6月30日についに捕えられ、他の4人の宣教師らとともに福州に連行されて死刑を言いわたされた。1747年5月26日に斬首された。他の4人の宣教師は翌年処刑された。

## 列聖まで
1893年5月14日、レオ13世によって列福された。2000年10月1日、ヨハネ・パウロ2世は中国百二十聖人のひとりとしてサンスを列聖した。